# Атаваи
Атава́и (англ. Atawhai) — пригород Нельсона на севере Южного острова Новой Зеландии.

## География
Атаваи занимает площадь 4,53 км². Пригород расположен к северу от Нельсона, на побережье залива Тасман, в гавани Нельсон. К Атаваи прилегает пригород Бруклендс. Из пригорода по государственному шоссе 6 есть возможность добраться до косы Боулдер-Бэнк.
В Атаваи находится крупнейшее кладбище Нельсона, Вакапуака, где производятся захоронения с 1861 года. В Атаваи также есть несколько местных парков и заповедников: японский сад Миядзу, заповедник Бэйвью, парк Кордер, заповедник Френчай, заповедник Монтроуз, заповедник Нгапуа, заповедник королевы Елизаветы II, заповедник Те-Ата, заповедник Титоки, заповедник Трезиллиан и заповедник Вернет.
В Атаваи находится мараэ Вакату. Это место собрания племён Нгати Коата, Нгати Раруа, Нгати Тама, Нгати Тоа и Те Атиава. Здесь есть фаренуи (дом собраний) Какати.

## Демография
Оценочная численность населения Атаваи в 1996 году достигла 2000 человек. Она достигла значений в 2220 человек в 2001 году, 2208 в 2006 году, 2556 в 2013 году и 2790 в 2018 году.
Население статистического района Атаваи по состоянию на июнь 2021 года составляло 2930 человек, а плотность населения — 647 человек на км2.
По данным переписи населения Новой Зеландии 2018 года, население Атаваи составляло 2790 человек, что на 234 человека (9,2 %) больше по сравнению с переписью 2013 года и на 582 человека (26,4 %) больше по сравнению с переписью 2006 года. Имелось 1131 домохозяйство. Мужчин было 1329, женщин — 1461, что даёт соотношение полов 0,91 мужчин на одну женщину. Средний возраст составлял 49,1 года (по сравнению с 37,4 годами по стране), при этом 477 человек (17,1 %) были в возрасте до 15 лет, 291 (10,4 %) в возрасте от 15 до 29 лет, 1425 (51,1 %) в возрасте от 30 до 64 лет и 603 (21,6 %) в возрасте 65 лет и старше.
По этнической принадлежности население Атаваи состояло из 92,5 % европейцев/пакеха, 7,8 % маори, 1,4 % народов Океании, 3,4 % азиатов и 2,3 % других национальностей (в сумме получается более 100 %, поскольку люди могли идентифицировать себя с несколькими этническими группами). Доля людей, родившихся за границей, составила 27,2 %, по сравнению с 27,1 % в стране.
Хотя некоторые люди отказались назвать свою религию, результаты опроса показали, что 60,4 % населения не исповедуют никакой религии, 29,6 % являются христианами, 0,8 % — индуистами, 0,2 % — мусульманами, 0,8 % — буддистами и 2,0 % исповедуют другие религии.
Из тех, кому было не менее 15 лет, 693 (30,0 %) человека имели степень бакалавра или выше, а 303 (13,1 %) человека не имели формальной квалификации. Средний доход составлял $36 000, по сравнению с $31 800 по стране. Статус занятости лиц, достигших 15 лет, был следующим: 1035 (44,7 %) человек были заняты полный рабочий день, 447 (19,3 %) — неполный рабочий день и 63 (2,7 %) — безработные.

## Экономика и транспорт
В 2018 году 6,9 % населения были заняты на производстве, 8,5 % — в строительстве, 4,0 % — в сфере гостеприимства, 4,6 % — на транспорте, 7,9 % — в сфере образования и 13,5 % — в сфере здравоохранения. По состоянию на 2018 год из тех, кто ездил на работу, 73,5 % водили машину, 3,4 % добирались на машине, 7,1 % — на велосипеде, а 7,1 % ходили пешком. Общественным транспортом никто не пользовался.